# Deitweg

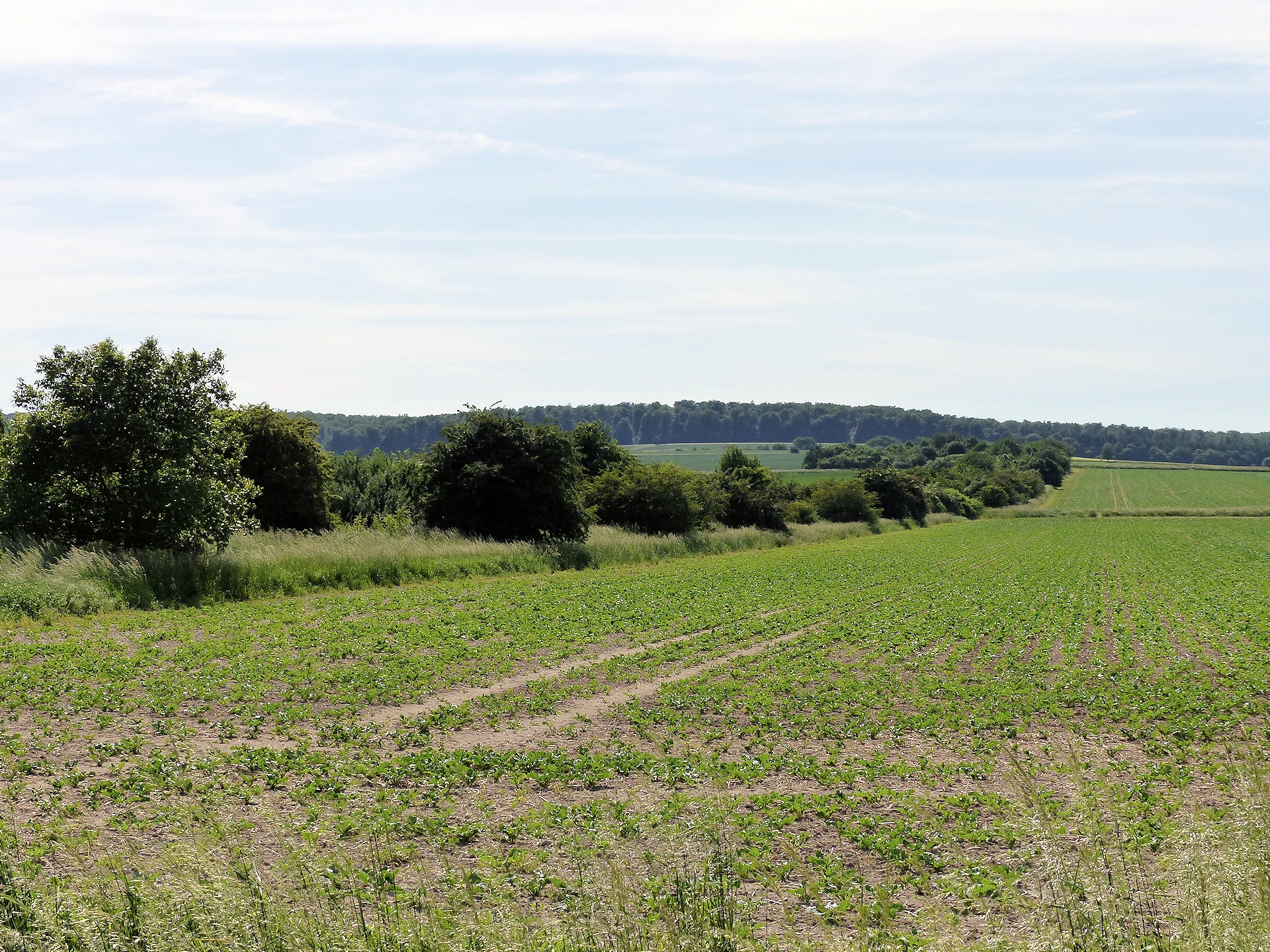
Blick auf historischen Weg zwischen Ohrum und dem Oderwald, der als verwachsener Hohlweg erhalten ist

Deitweg, auch Deiweg, Dietweg oder Dieweg, ist eine Bezeichnung für Altstraßen, und zwar sowohl als Gattungsname („ein“ Deitweg) als auch als Eigenname („der“ Deitweg in/bei…). Noch heute sind entsprechende Eigennamen in Westfalen, Ostfalen und in Süddeutschland als Straßennamen oder Flurnamen überliefert. Wie auch das Wort „deutsch“ geht dei(t)/die(t) auf das altgermanische Wort für „Volk“ zurück, vergleiche althochdeutsch thiot, diot, altsächsisch (altniederdeutsch) thiod, mittelhochdeutsch und mittelniederdeutsch diet mit dieser Bedeutung. Folglich bedeutet die sehr alte Wegbezeichnung „Leuteweg“ oder „Volksweg“ im Sinne von Volksfernweg. In der Literatur werden diese Wege in die vorfränkische Zeit datiert, also vor dem 9. Jahrhundert.

## Wege mit dem Wortbestandteil „Dei(t)“

### Bestehende Straßen- und Flurnamen
In Ostfalen sind Straßen mit den Namen Deiweg oder Deitweg überliefert, die vorzugsweise in Ost-West-Richtung verlaufen:
- In Braunschweig-Leiferde der Deiweg, der zwischen Steterburg und Salzdahlum verlief,
- südlich davon der Lecheder Deiweg zwischen Evessen und Bleckenstedt,[4]
- in Lobmachtersen der Deiweg nahe der Fuhse und
- in der Nähe von Wanzleben der Deiweg in der Feldmark.
- In Veltheim am Fallstein ist der Straßenname Deitweg vorhanden.
- In dem Soester Stadtteil Meiningsen gibt es ebenfalls den Straßennamen Deiweg, nur wenige Kilometer von der heutigen B1 und dem Soester Westernhellweg entfernt.

### Historischer Deitweg bei Ohrum
Nördlich des Harzes kreuzte ein bereits 747 bezeugter Fernweg die Oker bei Ohrum, wo er zum Schauplatz einer kriegerischen Auseinandersetzung von Pippin dem Kurzen und später der Sachsentaufe durch Karl den Großen wurde. Er verband die frühere Residenz Gandersheim mit dem Kloster in Schöningen und dem Sitz der Ottonen in Magdeburg. Weitere Stationen waren Königsdahlum,  Ortshausen  und die Königspfalz Werla  bei Goslar.
Der Weg wird in einer Urkunde des Stifts Hildesheim von 1108 als publica et antiqua via zwischen Kissenbrück und Goslar erwähnt. Bei Bauarbeiten im Verlauf des Ohrumer Schmiedewegs wurden Reste eines Knüppeldamms freigelegt, dessen Verlängerung in den Oderwald durch einen Hohlweg führt. Östlich der Oker heißt ein Flurstück westlich von Remlingen beim Wöhrenberg „Hinter dem Deiwege“, das nördlich der früheren von Ohrum kommenden Heerstraße Wolfenbüttel-Halberstadt liegt.

## Wege mit dem Wortbestandteil „Die(t)“

### Süddeutschland
Die aktuellen Straßenverzeichnisse der Online-Kartenanbieter listen den Namen Dietweg in folgenden deutschen Ortschaften auf:
- Reutlingen
- Gaimersheim in Oberbayern bei Ingolstadt
- Frommenhausen
- Ortsteil Altdorf in Biessenhofen
- Ortsteil Weigheim in Villingen-Schwenningen
- Dellmensingen in Erbach
- Nendingen in Tuttlingen
- Ortsteil Possenried in Wertingen

### Elsass und Belgien
Weitere Straßen- und Feldwege mit der Bezeichnung Dietweg findet man im Raum Straßburg sowie den Namen Dieweg in Belgien.